# ユニエル・ペレス
ユニエル・ペレス・ロメロ（Yunier Pérez Romero、1985年2月16日 ‐ ）は、キューバ出身でスペイン国籍の陸上競技選手。専門は短距離走。キューバ人時代には2008年北京オリンピックに出場した実績を持つ。

## 経歴
2008年8月22日の北京オリンピック男子4×400mリレー予選でキューバチームの1走を務めた（結果は予選敗退）。
2014年2月2日のIAAFパーミット室内ミーティングス・ロシア・ウィンター (IAAF Permit Indoor Meetings・Russian Winter) 男子60mで今季室内世界最高記録（当時）の6秒49をマーク。1月30日にマークした自己ベストを0秒01更新し、フレディ・マヨラが2000年に樹立した室内キューバ記録に並んだ。
その後も室内60mでは2015年に6秒55、2016年に6秒53と好タイムをマークしたが、室内60mに比べて100mは10秒23（2015年）と10秒31（2016年）に留まり、2009年にマークした自己ベスト（10秒22）を更新することができなかった。
2017年6月に100mの自己ベスト10秒22を一気に10秒09まで更新する活躍を見せた。1日のモントルイユ国際 (Meeting International de Montreuil) で自己ベストを8年ぶりに0秒03更新する10秒19（+0.1）、3日のMeeting de Marseilleではロンドン世界選手権の参加標準記録（10秒12）を突破する10秒12（+0.3）、10日にカステリョンで行われた大会では10秒10（+0.8）をマーク。18日のダイヤモンドリーグ・バウハウス＝ガランでは追い風参考記録ながら9秒92（+4.8）をマークすると、ウサイン・ボルトが走ることで注目された28日のオストラバ・ゴールデン・スパイク (Golden Spike Ostrava) では終盤までボルトからリードを奪い、2位に終わったものの過去に4人のキューバ人しか達成していない10秒0台（10秒09/-0.3）を向かい風の中でマークした。
2017年7月になっても勢いは止まらず、1日のダイヤモンドリーグ・ミーティング・ド・パリでは0秒06差で優勝こそ逃したものの、向かい風の中でキューバ歴代2位（当時）の10秒05（-0.1）をマークして2位に入ると、7日のソットヴィル国際 (Meeting International de Sotteville) 男子100mで10秒03（+1.8）、14日のマドリード国際 (Meeting de Atletismo Madrid) 男子100m予選では公認ギリギリの追い風に恵まれ10秒00（+2.0）の自己ベストをマークした。
2018年1月11日にスペインの市民権を獲得した。
2018年1月25日のチェコ室内ガラ (Czech Indoor Gala) 男子60mで6秒53をマークし、アンヘル・ダビド・ロドリゲスが2013年に樹立した6秒55の室内スペイン記録を更新した。現在、ペレスは6秒52までスペイン記録を更新している。

## 自己ベスト
- 記録欄の（　）内の数字は風速（m/s）で、+は追い風、-は向かい風を意味する。

| 種目 | 記録                          | 年月日                    | 場所           | 備考             |
| 屋外 | 屋外                          | 屋外                      | 屋外           | 屋外             |
| ---- | ----------------------------- | ------------------------- | -------------- | ---------------- |
| 100m | 10秒00（+2.0）                | 2017年7月14日             | マドリード     | キューバ歴代2位  |
| 100m | 9秒92w（+4.8）                | 2017年6月18日             | ストックホルム | 追い風参考記録   |
| 200m | 20秒75（+1.1） 20秒75（-0.3） | 2008年7月5日 2009年7月5日 | カリ ハバナ    |                  |
| 400m | 46秒72                        | 2006年6月3日              | ハバナ         |                  |
| 室内 |                               |                           |                |                  |
| 60m  | 6秒49                         | 2014年2月2日              | モスクワ       | 室内キューバ記録 |

### スペイン記録
- 保持しているスペイン記録を記載

| 種目 | 記録  | 年月日       | 場所             | 備考             |
| 室内 | 室内  | 室内         | 室内             | 室内             |
| ---- | ----- | ------------ | ---------------- | ---------------- |
| 60m  | 6秒52 | 2018年2月6日 | デュッセルドルフ | 室内スペイン記録 |

## 主要大会成績
- 備考欄の記録は当時のもの

| 年       | 大会                            | 場所               | 種目     | 結果     | 記録             | 備考     |
| キューバ | キューバ                        | キューバ           | キューバ | キューバ | キューバ         | キューバ |
| -------- | ------------------------------- | ------------------ | -------- | -------- | ---------------- | -------- |
| 2005     | アルバ競技大会 (en)             | ハバナ             | 200m     | 2位      | 21秒16（0.0）    |          |
| 2005     | アルバ競技大会 (en)             | ハバナ             | 4x400mR  | 優勝     | 3分08秒14（3走） |          |
| 2005     | 中央アメリカ・カリブ選手権 (en) | ナッソー           | 200m     | 準決勝   | 21秒13（+0.3）   |          |
| 2008     | 中央アメリカ・カリブ選手権 (en) | カリ               | 200m     | 4位      | 20秒84（+0.5）   |          |
| 2008     | 中央アメリカ・カリブ選手権 (en) | カリ               | 4x400mR  | 優勝     | 3分02秒10（2走） |          |
| 2008     | オリンピック                    | 北京               | 4x400mR  | 予選     | 3分02秒24（1走） |          |
| 2009     | アルバ競技大会 (en)             | ハバナ             | 200m     | 予選     | DNF              |          |
| 2009     | 中央アメリカ・カリブ選手権 (en) | ハバナ             | 200m     | 4位      | 20秒83（-1.1）   |          |
| 2009     | 中央アメリカ・カリブ選手権 (en) | ハバナ             | 4x100mR  | 予選     | DNF（3走）       |          |
| 2010     | イベロアメリカ選手権 (en)       | サン・フェルナンド | 100m     | 2位      | 10秒37（-0.2）   |          |
| 2010     | イベロアメリカ選手権 (en)       | サン・フェルナンド | 200m     | 予選     | 21秒41（-0.6）   |          |
| 2010     | イベロアメリカ選手権 (en)       | サン・フェルナンド | 4x400mR  | 優勝     | 3分04秒86（3走） |          |